# Pałac Królewski w La Granja de San Ildefonso
Pałac Królewski w La Granja de San Ildefonso (hiszp. Palacio Real de La Granja de San Ildefonso) – jedna z oficjalnych królewskich rezydencji hiszpańskiej monarchii mieszcząca się w prowincji Segowia w miejscowości Real Sitio de San Ildefonso nazywanej także La Granja. Znajduje się w odległości ok. 90 km na północ od Madrytu. Pałac był letnią rezydencją króla Filipa V, pierwszego Burbona na hiszpańskim tronie. Jest utrzymany w stylu barokowym i otoczony zespołem ogrodów ozdobionych licznymi rzeźbionymi fontannami. Obecnie pałac został przekształcony w muzeum.